# Oreagrion xanthocyane
Oreagrion xanthocyane är en trollsländeart som först beskrevs av Maurits Anne Lieftinck 1949.  Oreagrion xanthocyane ingår i släktet Oreagrion och familjen dammflicksländor. Inga underarter finns listade i Catalogue of Life.